# Alfa Romeo G1
Alfa Romeo G1 är en personbil, tillverkad av den italienska biltillverkaren Alfa Romeo mellan 1921 och 1922. 

## Alfa Romeo G1
Alfa Romeos första nya modell efter första världskriget och sedan Nicola Romeo tagit över företaget var en lyxbil med sexcylindrig sidventilsmotor. Bilen hade en fyrväxlad växellåda och bromsar endast på bakhjulen. Chassit hade stela hjulaxlar upphängda i bladfjädrar och kantileverfjädring bak. 
Försäljningen på hemmamarknaden hämmades av en hög fordonsskatt på bilar med stora motorer. Istället exporterades alla byggda bilar till Australien.

## Motor
| Modell | Motor             | Cylindervolym | Effekt | Bränslesystem   |
| ------ | ----------------- | ------------- | ------ | --------------- |
| G1     | 6-cyl radmotor sv | 6330 cm³      | 70 hk  | Enkel förgasare |